# Võ cổ truyền Việt Nam

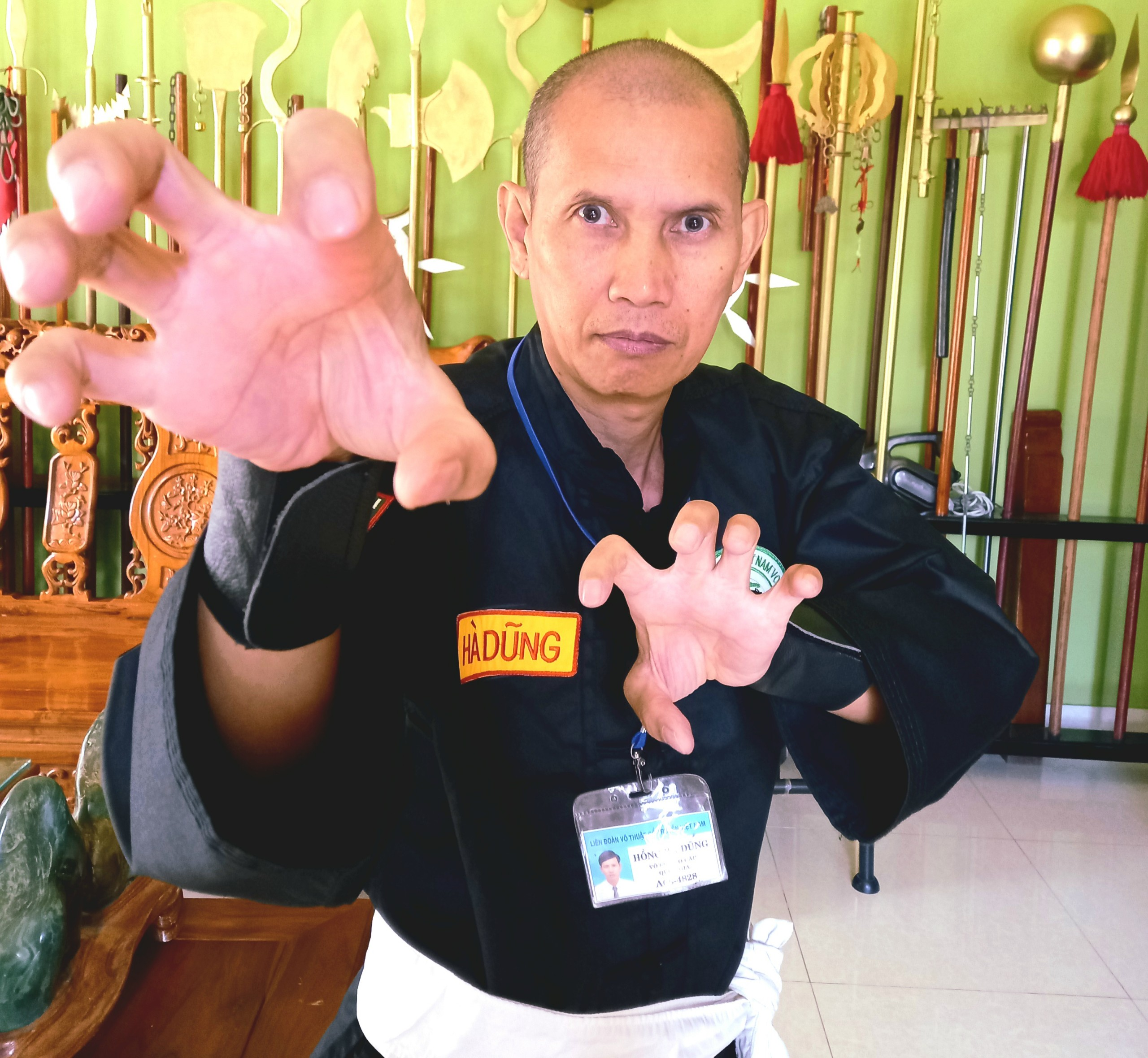
Một võ sư võ cổ truyền Việt Nam

Võ cổ truyền Việt Nam (trước đây gọi là võ ta) dùng để chỉ những hệ phái võ thuật cổ xưa, lâu đời lưu truyền trong suốt trường kỳ lịch sử của dân tộc Việt Nam, được người Việt sáng tạo và phát triển qua nhiều thế hệ, hình thành nên kho tàng những đòn, thế, bài quyền, bài binh khí, kỹ thuật chiến đấu đặc thù, các đòn đánh (võ nghệ). Với những kỹ pháp võ thuật này người Việt Nam đã dựng nước, mở mang và bảo vệ đất nước trong suốt quá trình lịch sử Việt Nam. Hiện tại Võ cổ truyền Việt Nam do Liên đoàn võ thuật cổ truyền Việt Nam đại diện và quản lý.

## Lịch sử
Tại Việt Nam, thời Pháp mới chiếm Đại Nam, các hệ phái võ thuật cổ truyền bị thực dân Pháp cấm lưu hành vì những người đứng đầu các phong trào khởi nghĩa chống Pháp đều là người giỏi võ Việt Nam.
Từ năm 1964, ở miền Nam Việt Nam, võ Việt Nam được quản lý bởi Tổng cuộc Quyền thuật Việt Nam, và từ năm 1969 lập ra Tổng hội Võ sư Nghiên cứu và Phổ biến Võ học Việt Nam, gọi tắt là Tổng hội Võ học Việt Nam. Ba võ sư có công lớn trong giai đoạn này là: Trương Thanh Đăng, Quách Văn Kế và Vũ Bá Oai (được mệnh danh là "Tam Nguyệt") tiếp nối việc khôi phục và phát triển võ Việt Nam.
Bốn võ sư khác cũng có công đào tạo nhiều võ sĩ: Hồ Văn Lành, Trần Xil, Xuân Bình và Lý Huỳnh. Bốn võ sư này đã được Tổng Nha Thanh Niên trao tặng bằng Khen về các thành tích cao cho đất nước, và từ đó, giới võ thuật gọi bốn võ sư này là "Tứ Tú" (bốn ngôi sao sáng), nối tiếp "Tam Nhựt" (ba mặt trời) và "Tam Nguyệt" (ba mặt trăng) trong việc khôi phục và phát huy truyền thống võ thuật Việt Nam.
Sau ngày 30 tháng 4 năm 1975, do tình hình trật tự an ninh còn hỗn loạn, võ thuật Việt Nam tạm ngừng phát triển một thời gian. Năm 1979, phong trào võ thuật trong đó có Võ cổ truyền bắt đầu được khôi phục. Sau đó, các Liên đoàn võ thuật hình thành để quản lý phong trào võ thuật, trong đó có Liên đoàn Võ thuật Cổ truyền Việt Nam thành lập năm 1991.

## Gốc
Võ cổ truyền Việt Nam ban đầu gọi là "võ ta", đôi khi được hiểu là những môn võ có nguồn gốc phát sinh lâu đời của dân tộc Việt (Kinh) trên đất nước Việt Nam. Võ ta được dùng để phân biệt với "võ Tàu" là các môn võ có nguồn gốc Trung Quốc. Võ ta có nguồn gốc từ công cuộc khai khẩn xứ Đàng Trong của chúa Nguyễn và đã trở thành môn thi tuyển quan võ thời nhà Nguyễn và dùng trong huấn luyện quân đội. Võ ta còn được gọi là võ Kinh. Ngày nay tên gọi "võ ta" với ý nghĩa là "võ Kinh" vẫn còn được thông dụng, điển hình là Bạch Hổ Sơn Quân phái.
Năm 1991, võ ta được đổi tên thành Võ cổ truyền Việt Nam. Võ sư Võ Kiểu, nguyên tổng thư ký Liên đoàn Quyền thuật miền Trung đã đưa ra quan điểm về việc đổi tên: "Ai không biết đó là võ cổ truyền? Còn khi gọi “võ ta”, tên gọi này đã là một cái đập ngực tự hào về một món võ gắn bó với dân tộc từ hàng ngàn năm qua, mang vẻ đẹp mà không môn võ nào trên thế giới có được. Nó không chỉ là một môn võ phòng thân, chống ngoại xâm mà còn là một tư tưởng vô cùng quan trọng trong hệ thống tư tưởng Việt Nam". "Đánh mất tên gọi "Võ ta", là chúng ta đã vô tình đánh mất luôn cả cái hệ tư tưởng Việt Nam quý giá ẩn chứa trong môn võ vô cùng đẹp này!".

## Nhánh
Vovinam (Võ Việt Nam) là một nhánh rất phát triển của Võ cổ truyền. Từ năm 2007, Liên đoàn Võ thuật Vovinam Việt Nam đã quảng bá Võ cổ truyền ra khắp thế giới, tổ chức Giải vô địch Vovinam thế giới lần đầu tiên, cũng như nhiều giải đấu khu vực. Liên đoàn vận động thành lập Liên đoàn võ thuật Vovinam châu Âu, châu Phi, châu Á và Ðông Nam Á.
Cho đến nay, có hơn 50 phái khác nhau của Võ cổ truyền Việt Nam.

## Đặc điểm
Võ thuật cổ truyền Việt Nam thể hiện một số đặc điểm:
- Thường là võ trận, sử dụng trong trận mạc, chiến đấu chống ngoại xâm, chinh phục thiên nhiên hoang dã, chống trả và săn bắt hổ, lợn rừng, bảo vệ nhà cửa, làng xóm, chống trộm cướp.[cần dẫn nguồn]
- Trọng cận chiến, thiên về nhu chứ không hoàn toàn cương,[1] đề cao việc thực chiến,[2][1] hạ gục nhanh đối phương.[1] Sử dụng tất cả các phần trên cơ thể, bao gồm cùi chỏ, đầu gối hay gót chân. Về cước có 24 cước khác nhau.[1]
- Nhiều bài quyền đều có lời thiệu bằng thơ,[14] phú.

### Ba nhân tố
Ba nhân tố được đề cao trong võ học:
- Võ triết: người học võ phải biết viết sách.
- Võ y: phải biết chữa bệnh.
- Võ đức: học võ phải chú trọng đạo đức.

### Sách
- Hội văn học nghệ thuật Bình Dương (2006). Bình Dương, miền đất anh hùng, tập biên khảo văn nghệ dân gian. Nhà xuất bản Trẻ.
- Lạc Hà (1991). Tự học võ cổ-truyền Việt-nam (Võ Bình-định). Nhà xuất bản Đại Nam.
- Trương Quốc Uyên (2005). Tư tưởng Hồ Chí Minh về thể dục thể thao. Nhà xuất bản Thể dục thể thao.